# Julio Zegers García-Huidobro
Julio Segundo Zegers García-Huidobro; (Santiago, 14 de enero de 1861 - Santiago, 5 de agosto de 1936). Abogado y político liberal chileno. Hijo de Julio Zegers Samaniego y Micaela García Huidobro Márquez de la Plata. Contrajo matrimonio con Laura Baeza Espiñeira.
Educado en el Colegio de los Sagrados Corazones de Santiago y en la Facultad de Derecho de la Universidad de Chile, donde juró como abogado (1881). Se dedicó también a la agricultura, siendo propietario de sitios rurales en La Granja, Quilicura y en el sur de Chile, en ciudades como Osorno y Carelmapu.
Miembro del Partido Liberal Democrático. Fue elegido Diputado por Llanquihue, Carelmapu y Osorno para el periodo 1891-1894.
Posteriormente se dedicó a sus fundos y a viajar por Europa. En Francia comenzó una atracción por el arte y comenzó a obtener una colección de pinturas y esculturas que llevó a su residencia en Chile.